# Willma Guides
Willma Guides (på förstasidan på böckerna Willmaguide) är ett svenskt resehandboksförlag, grundat 1982. Förlaget samarbetar med Lonely Planet.

## Historia
Willma grundades 1982 av Margareta Lindblad och Willy Westby. Idén att skriva guideböcker fick de när de reste jorden runt 1980. De flyttade i slutet av 1990-talet till Åmot i Ockelbo kommun. Deras tidiga böcker var riktade till tågluffare, med boken Norden runt med tåg (1983) som ett exempel. Senare böcker utvecklades till mer kompletta länder-guider.
Willy Westby, född 24 januari 1942 avled 24 oktober 2013.